# Sunny day (andropの曲)
「Sunny day」（サニーデイ）は、日本のロック・バンド、andropの配信限定シングル。2016年9月28日より音楽配信サイトでの配信が開始された。

## 概要
前作「Hana」以来2か月ぶりの配信限定リリース。
本作は、2016年10月12日に発売されたミニアルバム『blue』のリード曲で、同作発売に先行して配信が開始された。音楽検索アプリ「SHAZAM」とのコラボレーション・キャンペーンも行なわれた。内容は、10月1日より本作をSHAZAMにかざすと、同じく『blue』に収録の「Digi Piece」がフルサイズで視聴できるというもの。また、試聴中に表示されるTwitterアイコンでツイートを投稿をすると、抽選でプレゼントが当選するというキャンペーンも同時に行なわれた。
ミュージック・ビデオが制作され、2016年10月4日にYouTubeの公式チャンネルにて公開された。監督は高橋健人。アルバム『blue』のジャケットに使用された赤色を基調とした映像で、全編生演奏で撮影が行なわれた。

## 収録曲
1. Sunny day [3:14]
（作詞・作曲：内澤崇仁）